# 北京首都国际机场股份
北京首都國際機場股份有限公司（港交所：694，簡稱北京首都機場股份），於1999年10月13日經原國家經貿委批淮，以首都機場集團公司為唯一發起人，當時的注册資本為25億元人民幣。後於2000年2月1日在香港上市，2001年5月18日原外經貿部批准成為外商投資股份有限公司。
業務大抵分成航空及非航空業務兩類，航空業務包括就使用機場停機坪的航空公司降落費至貨運、客運、地勤服務及航站樓設施。非航空業務包括於機場內的零售店鋪、特許經營、廣告位、停車場的租賃。

## 相關
- 北京首都國際機場
- 石家庄正定国际机场
- 天津滨海国际机场
- 重庆江北國際機場
- 张家口宁远机场